# 瑟普賴斯站 (加利福尼亞州)
瑟普賴斯站（英語：Surprise Station）是位於美國加利福尼亞州莫多克縣的一個非建制地區。該地的面積和人口皆未知。

## 地理
瑟普賴斯站的座標為41°34′26″N 120°26′11″W / 41.57389°N 120.43639°W，而該地的平均海拔高度為1376米（即4514英尺）。